# Музыка Токелау

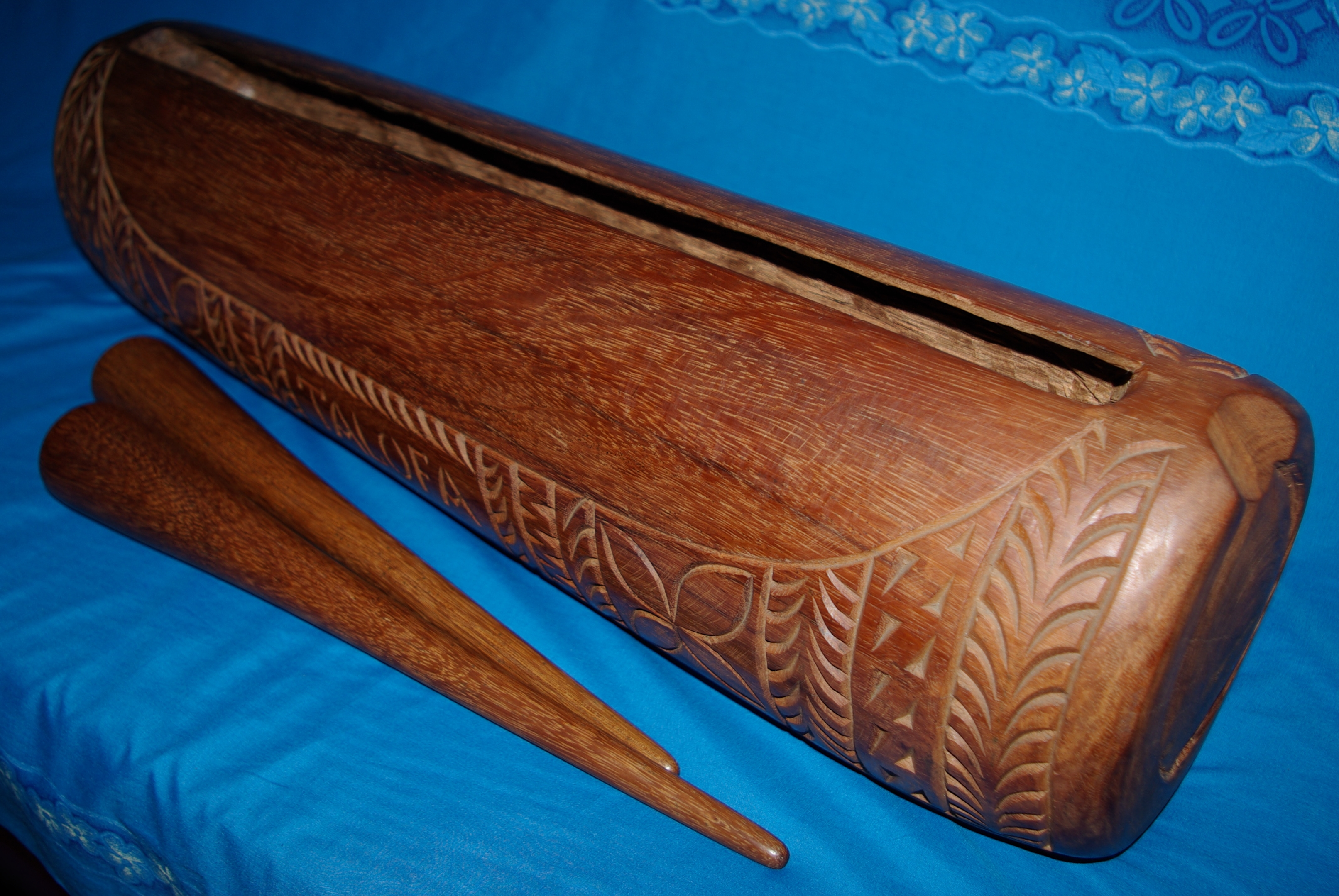
Национальный инструмент Токелау — барабан пате

Музыка Токелау — музыкальная традиция, распространённая на трёх атоллах в Тихом океане, принадлежащих Новой Зеландии с населением около 1500 человек (в основном народ токелау). Входит в океанийскую музыкальную традицию.
В музыке Токелау доминируют хоровая деятельность с сопровождением ударных, в том числе барабанов (пате), покихи (деревянная коробка) и апа, используемых в качестве перкуссии.
Наиболее известной формой традиционной народной музыки в Токелау является фателе — традиционный танец на многих собраниях общины и других мероприятиях. Каждая песня начинается со строфы, которая повторяется до шести раз, а затем увеличивает высоту и темп ближе к концу произведения. Эта традиция имеет много общего с музыкой Тувалу.